# Un lungo giorno per morire
Un lungo giorno per morire (The Long Day's Dying) è un film del 1968, diretto da Peter Collinson.

## Trama
Tre paracadutisti britannici vengono tagliati fuori dalla loro unità e si perdono dietro le linee nemiche. Il secondo degli aggressori nemici è inseguito dai paracadutisti che giocano virtualmente con la loro vittima prima che John lo uccida, finendo l'uomo da vicino, anche se l'esperienza lo fa ammalare. Mentre i tre uomini mangiano, vengono sorpresi e catturati da un terzo tedesco di nome Helmut, un paracadutista come loro. Gli inglesi presto ribaltano la situazione e catturano Helmut ma quest'ultimo, che parla inglese, riesce a manipolare i suoi rapitori per tenerlo in vita.
I paracadutisti si avvicinano cautamente e sparano loro, solo per scoprire che i tedeschi sono già morti. Dopo aver trascorso la notte in casa, il gruppo continua il cammino verso le linee britanniche, solo per imbattersi in una pattuglia tedesca. Entrambi si feriscono, John e Helmut si riparano in un fosso fangoso. Lì, John decide di uccidere Helmut con un piccolo spiedo che ha sempre portato con sé.
Delirante per la stanchezza e il trauma, John barcolla allo scoperto, urlando di essere un pacifista prima che le truppe britanniche aprano di nuovo il fuoco, sparandogli a morte.

## Riconoscimenti
- 1968 - Festival di San Sebastián:
  - Concha de Oro
  - Concha de Plata al miglior regista a Peter Collinson